# 無活用ラテン語
無活用ラテン語（Latino sine flexione, ラティーノ・スィネ・フレクスィオーネ）は、数学者として知られるジュゼッペ・ペアノが1903年に考案した人工言語である。古典ラテン語から活用を除いた（語彙はそのまま）ものでペアノの論考「De Latino sine Flexione, Lingua Auxiliare Internationale」（国際補助語である無活用ラテン語について）で述べられている。この文章は古典ラテン語で書かれており文が進むにつれて活用形が減っていくという趣向を凝らしている。以前はこの無活用ラテン語を指してインターリングアといったが現在は別の人工言語をいう。

## 表記
使用される文字、音素は古典ラテン語に準ずる。
- 子音字：b, c(k), d, f, g, h, j, l, m, n, p, q, r, s, t, v(w), x, y, z
- 母音字：a, e, i, o, u, (æ, œ)

### 固有名詞
ラテン文字を用いる言語の固有名詞の綴りは元のままにする。

## 名詞
格変化はなく、古典ラテン語の五種類の活用に対応した第一変化名詞-a, 第二変化名詞-o, 第三変化名詞-e, 第四変化名詞-u, 第五変化名詞-eの語尾を持つ。第三変化の場合は辞書に属格形で表示される語幹に-eがついた形を取る（古典ラpes →無活ラpede, 古典ラcolor →無活ラcolore）。単数と複数の区別はないが必要な場合には複数を表す-sをつけてもよい。

## 代名詞
| 数 (numerus) | 単数 (singularis)                      | 複数 (pluralis) |
| 一人称       | me                                     | nos             |
| 二人称       | te                                     | vos             |
| 三人称       | illo（男性）, illa（女性）, id（中性） | illos           |
| 再帰         | se                                     | se              |

## 動詞
第一変化動詞は現在形-a, 不定詞-are, 完了分詞-ato, 現在分詞-anteで、人称・数や時制による活用はなく、過去形・命令形は現在形を用いる。他の動詞もこれに準じ、現在形は不定詞から-reをとる。
- dic （＜dicere, 言う）
- duc（＜ducere, 導く）
- es（＜esse, ある）
- fac（＜facere, なす）
- fer（＜ferre, 運ぶ）
- vol（＜volle, 望む、欲す）

は現在形がやや不規則である。

## 形容詞
第一第二変化形容詞は語尾-o、第三変化形容詞は語尾-eを取る。

### cum mente, in modo
古典ラテン語では形容詞の語幹に-eあるいは-iterをつけると動詞を修飾するが、無活用ラテン語ではこの代わりに俗ラテン語に見られるcum mente＋形容詞あるいはin modo＋形容詞を採用している。

### 比較級
plus／magis（さらに、もっと）, maximo（最も大きく）, minus（さらに小さく）, minimo（最も小さく）, tam（同じく）など副詞を用いていわゆる迂言比較級を作る。

### 冠詞
ロマンス語、現代ゲルマン語にあるような冠詞は用いない。